# István Kardos
István Kardos   (Debrecen, 6 de juny de 1891 - Terézváros, 22 de desembre de 1975) va ser un compositor, director d'orquestra, professor de veu, pianista i músic de jazz hongarès.

## Vida i carrera
Va néixer com un dels sis fills de l'advocat i publicista Samuel Katz Kardos (1857-1924) i la seva dona Malvina nee Engländer (1863-1943). Va estudiar composició i direcció coral a l'Acadèmia de Música Franz Liszt de Budapest com a alumne de Victor von Herzfeld, però també va completar una llicenciatura en dret. Després dels seus estudis va treballar com a concertista de piano, acompanyant cantants i interpretant les seves pròpies composicions, i com a director en teatres de Budapest i Berna. El 1922 es va casar amb la cantant d'òpera Olga Váradi. Al món de parla alemanya va aparèixer amb el nom de Stephan Kardosch.
A finals de 1929 va assumir la direcció musical del Quartet Abel del seu compatriota Pál Abel a Berlín, que ara actua sota el nom de Five Songs. El maig de 1932 Kardos va formar el seu propi grup, els Kardosch Singers. Els primers enregistraments del grup es van fer l'agost de 1932 a Berlín amb la Hans Schindler Dance Orchestra per a Telefunken. Kardos era d'ascendència jueva, però es va convertir a l'Església reformada hongaresa el 1934.
Com a director musical, arranjador i pianista, va gravar nombrosos discos amb els cantants de Kardosch durant els tres anys següents i va aportar música a alguns cineastes. D'una banda, els cantants de Kardosch van gravar peces acompanyades de Kardos al piano, d'altra banda també van treballar amb orquestres conegudes de l'època, com ara B. Hans Bund, Hans Schindler, Barnabas von Géczy i Oscar Joost junts.
El 1935 Kardos estava sota una pressió creixent per convertir-se en membre de la Cambra de Música del Reich i presentar la prova ària necessària. Quan va rebre una citació policial i se li van donar 30 dies per presentar proves d'origen ari, ell i la seva dona van fugir de Berlín el novembre de 1935.
Van tornar a Budapest, on István Kardos va dirigir temporalment un quartet vocal, que també va gravar almenys un disc i va participar en l'estrena a Budapest de l'opereta de Paul Abraham Fairy Tale Im Grandhotel.
A més, Kardos va continuar treballant com a compositor i director de teatre a Debrecen i Budapest, va acompanyar la seva dona i altres cantants en recitals de cançons i va donar classes particulars de cant, tot i que la seva situació es va fer cada cop més difícil a causa de la legislació antisemita, que també va augmentar a Hongria. El 1940/41 va tornar a dirigir un grup de cant que va gravar uns quants discos amb l'orquestra Solymossy Lulu sota el nom de Kardos Trio. A partir de 1940 els seus ingressos consistien exclusivament en classes privades i il·legals d'acordió. El juny de 1944, després de l'ocupació alemanya de Budapest, ell i la seva dona van haver de traslladar-se a una casa anomenada jueva, de la qual van fugir a l'octubre. Des d'aquest moment fins a l'alliberament de Budapest el 18 de gener de 1945, es van amagar amb papers falsos.
Després de la guerra, el gener de 1950, hi va haver una aparició a la ràdio en la qual Kardos va acompanyar al piano el seu antic col·lega dels cantants de Kardosch, el baixista Paul von Nyíri. En aquella època Kardos treballava regularment per a la ràdio hongaresa. Després de 1945 esdevingué membre del Comitè de Cultura de la Unió Tèxtil i membre fundador, membre del personal i després vicepresident de la Unió de Músics.
Entre 1949 i 1957 Kardos va ser professor a l'Acadèmia de Música de Budapest i també va ensenyar a l'Acadèmia d'Arts Escèniques entre 1952 i 1963.
El 1952 va publicar el primer volum de la seva "Escola Harmonika".